# Грубы, Ян (офицер)
Ян Грубы (чеш. Jan Hrubý; 4 марта 1915, Куновице, Моравия, Австро-Венгрия — 18 июня 1942, Прага, Протекторат Богемии и Моравии, Нацистская Германия) — чехословацкий военный, деятель Движения Сопротивления, участвовавший в операции «Биоскоп» и погибший в бою в православном соборе Святых Кирилла и Мефодия.

## Биография

### Ранние годы
Родился 4 марта 1915 в Куновице. Отец Ян Грубы (1879—1931) — рабочий, мать Катержина Груба (в девичестве Коминкова, 1876—1944) — домохозяйка. У него были также двое старших братьев и старшая сестра. Окончил среднюю школу, работал в Злине в трактире официантом. 1 октября 1937 года зачислен в пограничный батальон в Требишове, дослужился до звания младшего сержанта. После оккупации Чехословакии 1 апреля 1939 года уволен из армии, 8 мая отправлен в качестве работника в Киль. Сбежал в 1940 году с двумя друзьями, но в Венгрии был арестован и возвращён в Словакию.

### Воинская служба
Со второго раза Ян сбежал из оккупированной Чехословакии, и по маршруту Югославия — Греция — Турция — Бейрут попал во Францию. 4 июня 1940 года зачислен в 1-й пехотный полк, воевал во Франции в составе чехословацкого полка. 13 июля 1940 года эвакуировался в Англию, где был зачислен в 1-й пехотный батальон. 28 октября 1940 года повышен в звании до сержанта. С 15 августа по 7 ноября окончил базовый курс промышленного саботажа и выучился на парашютиста.
Вместе с Богуславом Коубой и Йозефом Бубликом 28 апреля 1942 года десантировался близ деревни Пожары-на-Кживоклатске в рамках операции «Биоскоп». Грубы и Бублик попали в Угерску-Градишку, но там не сумели выйти на контакт с партизанами, после чего прибыли в Прагу, где связались с Адольфом Опалкой и нашли себе убежище. К несчастью, после убийства Рейнхарда Гейдриха предатель Карел Чурда выдал группу чехословацких партизан, что привело к началу массовых облав. Грубы и ещё шестеро человек вынуждены были скрываться в Соборе Святых Кирилла и Мефодия. 18 июня 1942 года он принял бой против немцев. Не желая попадать живым в плен, Грубы застрелился.

## Память после войны
1 декабря 1945 года Ян Грубы посмертно произведён в звание лейтенанта пехоты, 17 июня 1948 года — в звание старшего лейтенанта, 30 июня 2002 года — в звание подполковника. В Куновице и Праге (район Кобылисы) его имя носят улицы, в Праге также установлена мемориальная доска. Похоронен на кладбище в Джаблице, а его вещи выставлены в военном музее в Жижкове. Семья солдата чудесным образом избежала расправы со стороны нацистов.
Сам Ян расценивался товарищами как самостоятельный, надёжный боец и образец для подражания.